# Vintage (zespół muzyczny)
Vintage – polski zespół muzyczny, trio, oficjalnie utworzony w 2005 roku przez Krzysztofa Wałeckiego. Zespół wykonywał muzykę rockową i wydał dwa albumy: No.1 (2007) i Wielki Zen (2010). Do zespołu należał m.in. basista i gitarzysta Mieczysław Jurecki (Budka Suflera, Wieko). Został rozwiązany w 2016 roku.

## Muzycy
- Krzysztof Wałecki – gitary, śpiew[6]
- Mieczysław Jurecki – gitara basowa, chórki[7]
- Paweł Szafraniec – perkusja, chórki
- Przemysław Wyrwas – gitara basowa
- Bartek Metelica – gitara basowa

## Dyskografia

### Albumy studyjne
- 2007 – Vintage No. 1[3]
- 2010 – Wielki Zen[4]

### Kompilacje
- 2008 – Regioonalna Rockowa Scena Muzyczna (w utworach „Przestań ćpać” i „Mój szcześliwy los”)
- 2009 – Rockowa.pl (w utworze „Polewamy”)
- 2009 – Antyradio vol 4 (w utworach „Gdzie jesteś muzo”, „Polewamy” i „Wielki zen”)[8]